# Adoretus uniformis
Adoretus uniformis är en skalbaggsart som beskrevs av Leon Fairmaire 1887. Adoretus uniformis ingår i släktet Adoretus och familjen Rutelidae. Inga underarter finns listade i Catalogue of Life.